# Fondant
Fondant (del francès, "fundent") és, en rebosteria general, una pasta semblant a la plastilina però comestible, emprada com a recobriment de certes preparacions com a brioixos, pastissos, magdalenes, etc. En la majoria dels casos el fondant és una decoració de rebosteria. La denominació fondant fa referència a la característica física del recobriment: que es fon en la boca. La forma més simple de fondant és aigua i sucre i és àmpliament usada en l'elaboració de caramels.

## Ingredients i menes de fondant
Per a la preparació del fondant, s'utilitza aigua, gelatina, glicerina, glucosa, mantega, sucre de llustre i essència o saboritzant. Hi ha tres maneres de preparar el fondant d'acord amb la necessitat: fondant líquid, que s'utilitza generalment com a farciment o recobriment (en assecar-se el seu acabat és llis i brillant), fondant elàstic, el qual s'utilitza estirant-la per a cobrir i decorar pastissos (en assecar-se el seu acabat és llis i mat) i el fondant estès o fred. Existeix també una classe de fondant que es realitza a partir de núvols, que a més, és més fàcil de preparar que el fondant original, i s'utilitza amb la mateixa finalitat.
També hi ha maneres casolanes i econòmiques de preparar fondant; una de les quals requereix solament núvols i sucre impalpable; la seva preparació consisteix a posar els núvols en un recipient i posar-los al forn de microones un minut i fins que siguin completament fosos. En mitjana són aproximadament de 4 a 6 minuts segons de la potència del forn de microones, quan s'obté la consistència elàstica a poc a poc s'hi afegeix el sucre impalpable i es barreja amb els núvols fosos fins que es tingui una consistència ferma i elàstica. Per a conservar-lo es pot cobrir amb una mica de glicerina per sobre de la superfície de la pasta i embolicar en plàstic per a escudellar, i guardar-lo en el refrigerador fins que s'utilitzi.
La diferència amb pasta elàstica o pasta de goma, rau en la composició i sobretot textura. El fondant té entre les seves components gelatina (ictiocol·la) i la pasta elàstica, goma tragacant. Ambdues porten sucre de llustre, aigua, glucosa i llard vegetal en la seva composició principal.

## Galeria

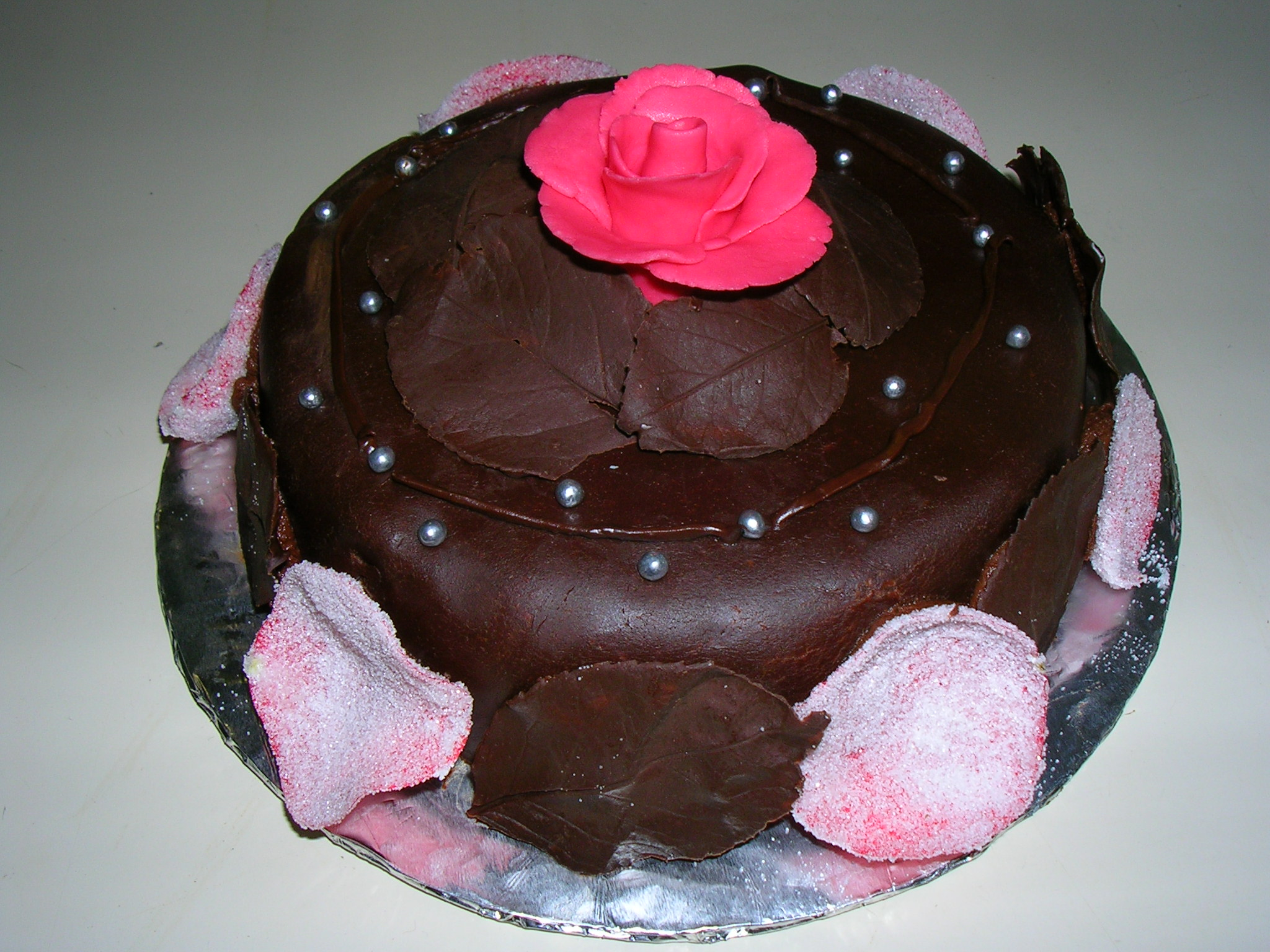
Pastís cobert amb fondant embolicat en xocolata
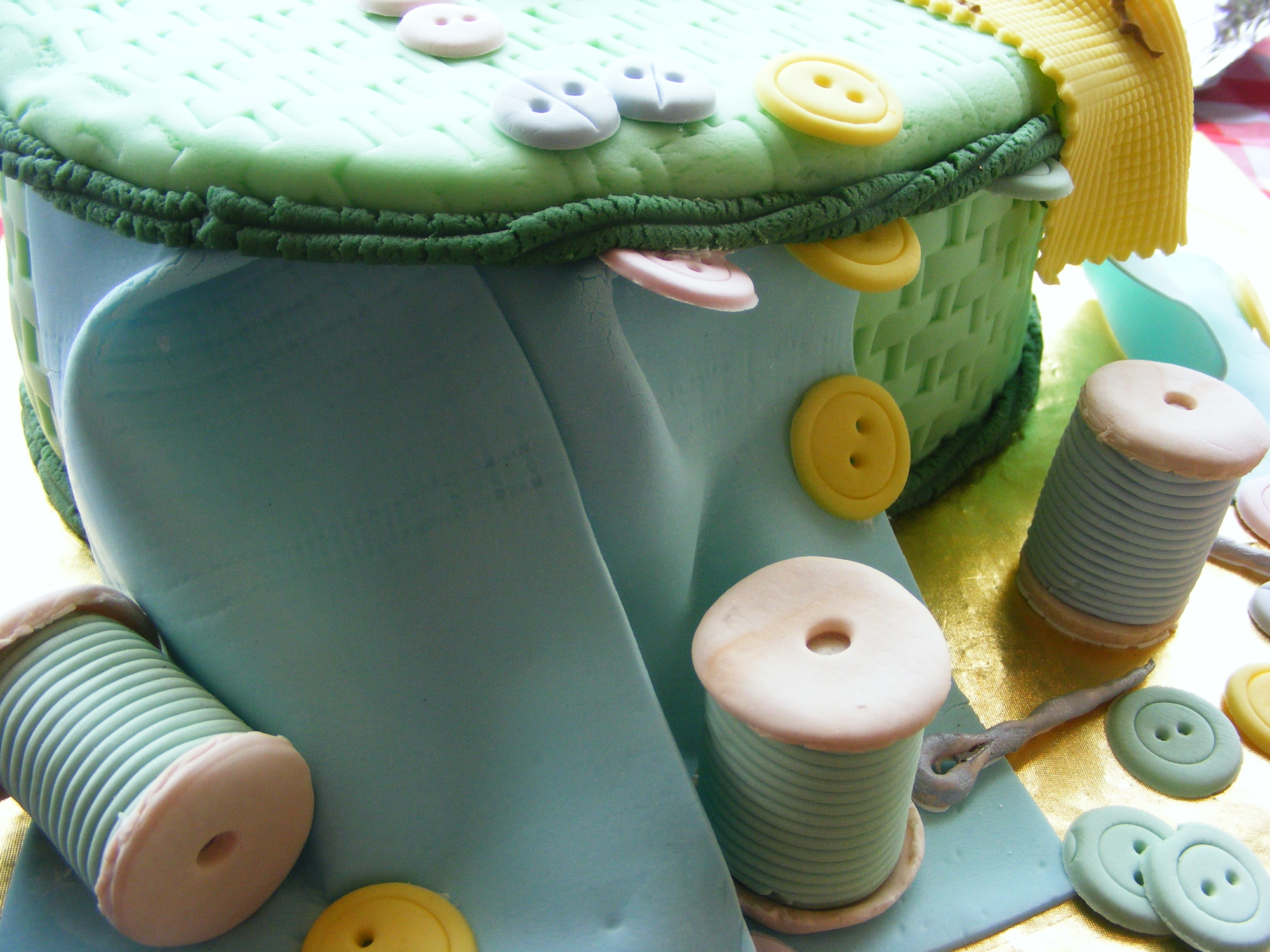
Una coca coberta amb fondant representant un adreç de costura.
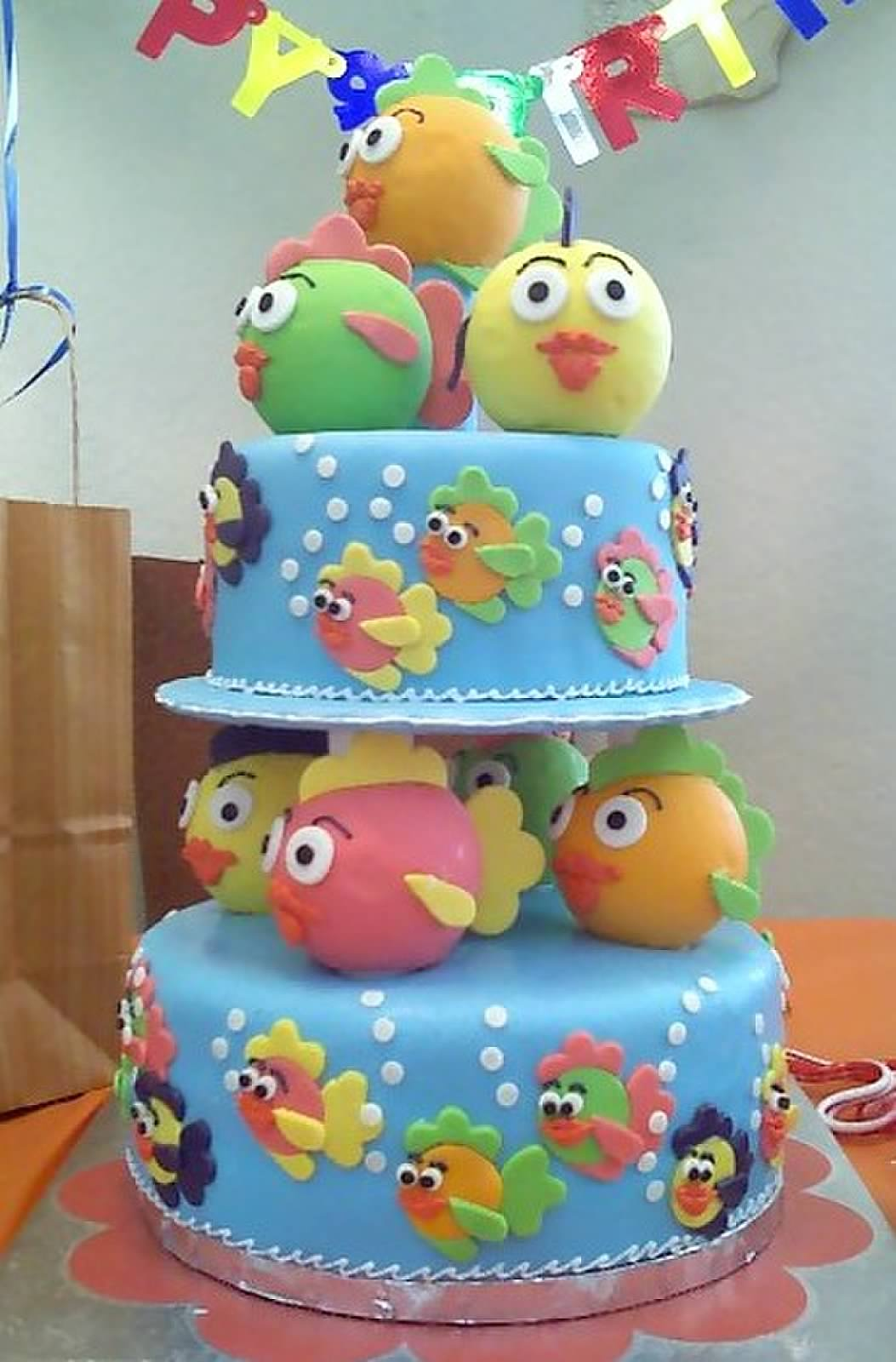
El mètode appliqué usa una o més capes de fondant enrotllat tallat per a proveir color i profunditat.